# Ocotepec, Chiapas
Ocotepec là một đô thị thuộc bang Chiapas, México. Năm 2005, dân số của đô thị này là 10543 người.